# Suzuki Twin
Der Suzuki Twin ist ein Kleinstwagen des japanischen Automobilherstellers Suzuki. Aufgrund seiner geringen Abmessungen und Motorstärke gilt er in Japan als Kei-Car und unterliegt damit steuerlichen Vergünstigungen. Als Designstudie wurde das Fahrzeug erstmals auf der Tokyo Motor Show im Jahr 1999 vorgestellt, drei Jahre später erfolgte auf der gleichen Messe die Präsentation des Serienmodells. Von Januar 2003 bis Oktober 2005 wurden rund 10.000 Exemplare verkauft.

## Technische Daten

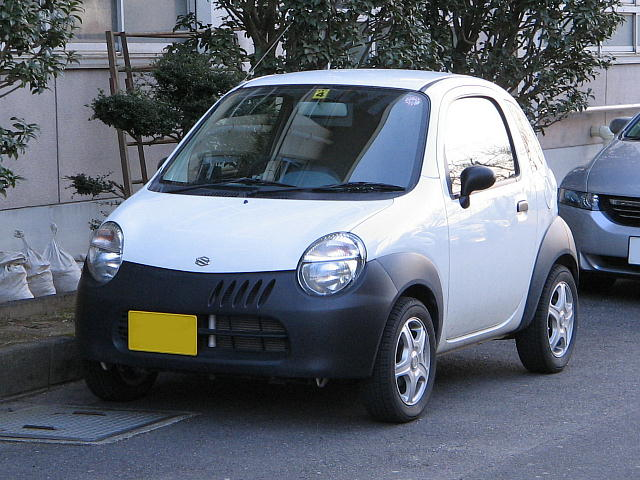
Frontansicht des Suzuki Twin

Der als frontgetriebener Zweisitzer konzipierte Suzuki Twin hat mit Abmessungen von 2,74 Metern Länge, 1,48 Metern Breite und 1,45 Metern Höhe einen Wendekreis von rund acht Metern. Er ist damit rund 24 Zentimeter länger, drei Zentimeter schmaler und vier Zentimeter niedriger als der hinsichtlich Design und Raumangebot vergleichbare Smart Fortwo des Herstellers Smart. Das Leergewicht liegt bei rund 560 bis 590 Kilogramm für das Modell mit Ottomotor und rund 700 Kilogramm für die Version mit Hybridantrieb, mit einer maximalen Zuladung von 150 Kilogramm. 
Der Benzinmotor des Suzuki Twin hat  drei Zylinder mit einem Hubraum von insgesamt 660 Kubikzentimetern. Die maximale Leistung beträgt 32 Kilowatt (44 PS), die Höchstgeschwindigkeit etwa 130 Kilometer pro Stunde. Aus dem Stand beschleunigt der Wagen in rund 32 Sekunden  auf eine Geschwindigkeit von 100 Kilometern pro Stunde. Die Benzinvariante ist entweder mit einer manuellen 5-Gang-Schaltung oder mit einer Automatikschaltung ausgestattet, die Hybridvariante ausschließlich mit Automatik.
Durch eine Start-Stopp-Automatik wird der Motor im Leerlauf bei längerem Stillstand des Fahrzeugs abgeschaltet und durch das Betätigen des Gaspedals erneut gestartet. Der durchschnittliche Kraftstoffverbrauch liegt bei rund 4,5 Litern auf 100 Kilometern für die Version mit einem normalen Benzinmotor und bei weniger als drei Litern auf 100 Kilometern für das zusätzlich mit einem fünf Kilowatt (sieben PS) starken Elektromotor ausgestattete Hybridmodell.

## Marktrelevanz

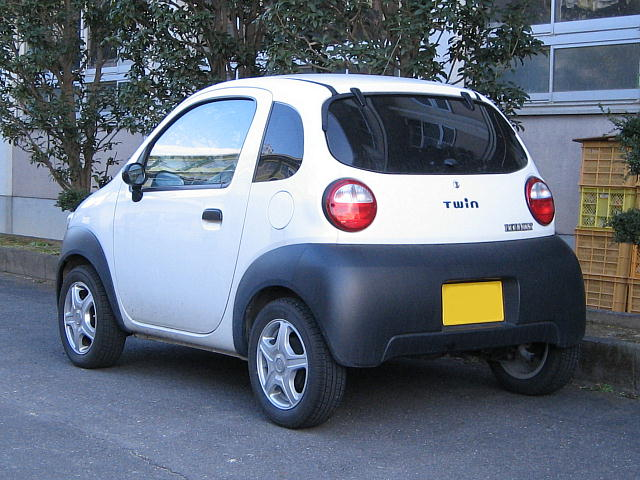
Rückansicht des Suzuki Twin

Suzuki war nach Toyota und Honda der dritte Hersteller, der mit dem Suzuki Twin ein Serienfahrzeug mit Hybridantrieb entwickelte, auf den Markt brachte und in größeren Stückzahlen an Endkunden verkaufte. Der Twin ist das erste und bisher einzige Kei-Car mit Hybridantrieb und das kleinste jemals verkaufte Hybridmodell. Er gilt damit als Demonstration der Möglichkeiten zur Verkleinerung der Hybridtechnik. Von Nachteil war der, gemessen an der Größe des Fahrzeugs, hohe Preis von umgerechnet rund 9.500 Euro, im Vergleich zu 3.500 bis 6.200 Euro für die Variante mit Benzinmotor. 
Hauptzielgruppe waren Kunden, deren Fahraufkommen ausschließlich oder überwiegend aus innerstädtischen Fahrten besteht, da der Verbrauchsvorteil des Hybridantriebs auf kurzen Strecken und bei geringen Geschwindigkeiten am größten ist. Die geringe Größe des Suzuki Twin erleichtert darüber hinaus die Parkplatzsuche und das Fahren in engen Verkehrsräumen. Er wurde aus diesen Gründen vor allem an Behörden und Dienstleistungsunternehmen verkauft.